# Demi Moore
Demi Moore, właśc. Demetria Gene Guynes (ur. 11 listopada 1962 w Roswell) – amerykańska aktorka, producentka i reżyserka filmowa i telewizyjna, była modelka.
Laureatka Złotego Globu dla najlepszej aktorki w filmie komediowym lub musicalu za rolę Elisabeth Sparkle w filmie Coralie Fargeat Substancja (2024).
W 1986 znalazła się na liście 12. najbardziej obiecujących młodych aktorów, opublikowanej w numerze 38. John Willis’s Screen World oraz w rankingu „50 najpiękniejszych kobiet świata” magazynu „People”, a także na 22. miejscu rankingu najgorętszych kobiet według VH1.

## Życiorys

### Wczesne lata
Urodziła się w Roswell w stanie Nowy Meksyk w rodzinie pochodzenia angielskiego i szkockiego. Jej biologiczny ojciec, lotnik United States Air Force Charles Foster Harmon Sr., porzucił jej matkę, Victorię Beverly (z domu King), jeszcze przed narodzeniem córki. Po rozwodzie rodziców Moore zamieszkała z matką w Kalifornii.
W 1963 jej matka poślubiła Danny’ego Guynesa, specjalistę handlowego reklam w dziennikach. Większość dzieciństwa i lat młodzieńczych spędziła w Perryopolis w stanie Pensylwania wraz z bratem Morganem (ur. 26 lipca 1967). Matka Moore i ojczym byli alkoholikami. Moore dorastała w domu, w którym rodzice nieustannie się kłócili, rozstawali i schodzili, a codzienne awantury były na porządku dziennym. Ich związek był na tyle burzliwy, że Moore miała w późniejszych latach problem z nawiązywaniem trwałych przyjaźni. Guynes, hazardzista, wielokrotnie w okresie jej dzieciństwa zmieniał pracę, co doprowadziło do przeszło 40 przeprowadzek rodziny. Młoda Moore miała problemy zdrowotne z nerkami i okiem, co wymagało dwóch operacji w celu poprawienia wzroku. W 1976 rodzina osiadła w Los Angeles. W 1980 jej ojczym popełnił samobójstwo.
Jako 15–latka została zgwałcona przez przyjaciela matki i obwiniając ją o to, wyprowadziła się z domu, porzuciła szkołę Fairfax High School w Los Angeles i rozpoczęła życie na własny rachunek. Mając 16 lat podjęła pracę jako modelka. W 1980 pozowała do serii nagich zdjęć, m.in. dla magazynu „Oui”. Zdjęcia te zostały opublikowane w czasopiśmie niemieckim, a później w Ameryce Północnej.

### Kariera

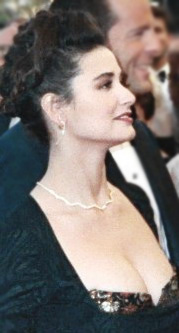
Moore na 61. gali wręczenia Oscarów (1989)

Za namową przyjaciółki, aktorki Nastassji Kinski, rozpoczęła karierę aktorską. Po debiutanckiej roli Corri w dramacie Wybór (Choices, 1981) w wieku 19 lat zaczęła regularnie pojawiać się jako Jackie Templeton w operze mydlanej ABC Szpital miejski (General Hospital, 1982–1983). Kandydowała do głównej roli w filmie Adriana Lyne Flashdance (1983).
W komedii romantycznej Stanleya Donena To cholerne Rio (Blame It on Rio, 1984) wystąpiła w roli wrażliwej córki głównego bohatera, Matthew Hollisa (Michael Caine). Później zagrała postać narkomanki w dramacie Ognie św. Elma (St. Elmo’s Fire, 1985), lecz reżyser Joel Schumacher musiał wyrzucić ją z planu, ponieważ wielokrotnie stawiała się na nim pijana lub pod wpływem narkotyków (była uzależniona od kokainy). We współczesnej wersji głośnego obrazu Bonnie i Clyde – Krucjata Wisdoma (Wisdom, 1986) wystąpiła jako Karen Simmons w duecie z Johnem Wisdomem (Emilio Estevez), w dramacie apokaliptycznym Siódmy znak (The Seventh Sign, 1988) zagrała matkę przyszłego proroka, a w komedii kryminalnej Neila Jordana Nie jesteśmy aniołami (We're No Angels, 1989) zagrała postać Molly.
W 1990 wygrała przesłuchania do roli Molly Jensen w melodramacie fantasy Jerry’ego Zuckera Uwierz w ducha (Ghost, 1990) z Patrickiem Swayze i Whoopi Goldberg. Film okazał się komercyjnym sukcesem, a Moore za swój występ została uhonorowana nagrodą Saturna dla najlepszej aktorki i zdobyła nominację do Złotego Globu dla najlepszej aktorki w filmie komediowym lub musicalu. Wspólnie z reżyserem Alanem Rudolphem była producentem dramatu kryminalnego Motywy zbrodni (Mortal Thoughts, 1991). Za występ w komedii Dana Aykroyda Same kłopoty (Nothing But Trouble, 1991) i komedii romantycznej Żona rzeźnika (The Butcher's Wife, 1991) była nominowana do Złotej Maliny dla najgorszej aktorki.
Dwukrotnie brała udział w kontrowersyjnych sesjach zdjęciowych dla miesięcznika „Vanity Fair”; w sierpniu 1991 (była wówczas w siódmym miesiącu ciąży) i w sierpniu 1992 („ubrana” w namalowany na ciele garnitur). Za kreację komandor porucznik JoAnne Galloway w Roba Reinera Ludzie honoru (A Few Good Men, 1992) na podstawie sztuki Aarona Sorkina zdobyła nominację do MTV Movie Award w kategorii „Najlepsza aktorka”. W 1993 i 1996 otrzymała People’s Choice Award. Za rolę Diany Murphy w szeroko krytykowanym przez prasę melodramacie Adriana Lyne'a Niemoralna propozycja (Indecent Proposal, 1993) z Robertem Redfordem była nominowana do Złotej Maliny dla najgorszej aktorki oraz otrzymała MTV Movie Award za najlepszy pocałunek (z Woodym Harrelsonem) oraz dwie nominacje do tej nagrody: dla najlepszej wykonawczyni i najbardziej pożądanej aktorki. Za kolejną rolę – bezwzględnej szefowej, napastującej seksualnie niezadowolonego pracownika i byłego kochanka Toma Sandersa (Michael Douglas) – w kontrowersyjnym dreszczowcu erotycznym Barry’ego Levinsona W sieci (Disclosure, 1994) była nominowana do MTV Movie Awards 1995 w dwóch kategoriach najlepszy czarny charakter i najbardziej pożądana aktorka. Z kolei za postać Hester Prynne w kostiumowym melodramacie Rolanda Joffé Szkarłatna litera (The Scarlet Letter, 1995) na podstawie powieści Nathaniela Hawthorne’a zebrała nominacje do Złotej Maliny w kategoriach: najgorsza aktorka i najgorsza ekranowa para (z Robertem Duvallem i Garym Oldmanem), a także ponownie do MTV Movie Awards dla najbardziej pożądanej aktorki.

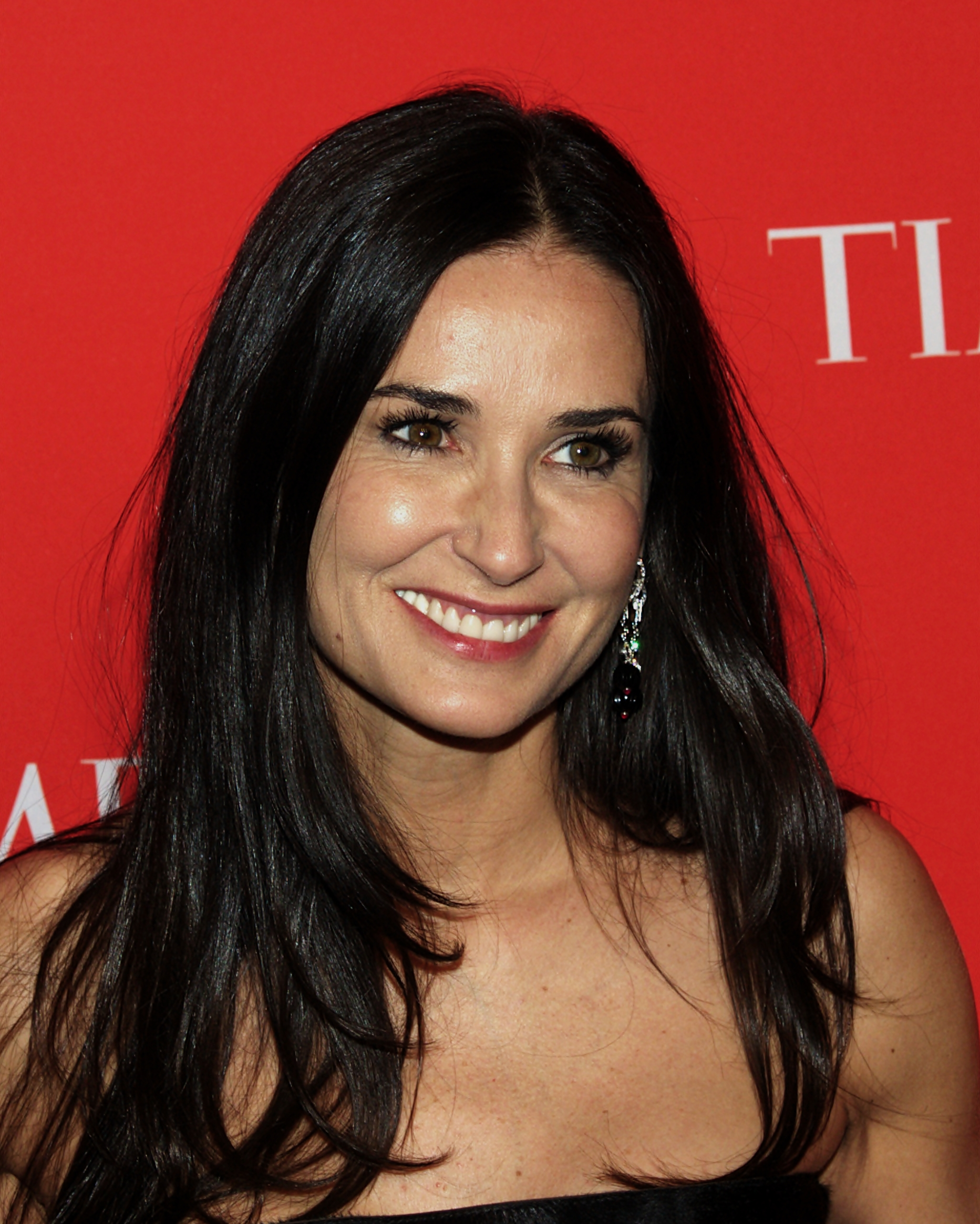
Moore (2010)

W komediodramacie kryminalnym Andrew Bergmana Striptiz (Striptease, 1996) zagrała byłą pracowniczkę FBI, zatrudnioną w nocnym klubie i ustanowiła rekord gaży aktorskiej 12,5 mln dolarów. Także za tę rolę przyznano jej Złotą Malinę w kategoriach: najgorsza aktorka (wraz z rolą Annie Laird w dreszczowcu Briana Gibsona Pod presją (The Juror, 1996) i najgorsza ekranowa para (z Burtem Reynoldsem). Użyczyła głosu Esmeraldzie w animowanej wersji powieści Wiktora Hugo Dzwonnik z Notre Dame (The Hunchback of Notre Dame, 1996) i sequelu Dzwonnik z Notre Dame II (The Hunchback of Notre Dame II, 2002). W 1997 zebrała dobre recenzje i nominację do Emmy i Złotego Globu dla najlepszej aktorki w miniserialu lub filmie telewizyjnym za rolę Claire Donnelly w dramacie telewizyjnym HBO Gdyby ściany mogły mówić (If These Walls Could Talk, 1996) we współreżyserii Cher. Z kolei za rolę porucznik Jordan O’Neil w centrali wywiadowczej marynarki amerykańskiej (kreacja ta wymusiła na Moore ścięcie włosów) w dramacie sensacyjnym Ridleya Scotta G.I. Jane (1997) zdobyła Złotą Malinę dla najgorszej aktorki i nominację do MTV Movie Award za najlepszą walkę na ekranie (z Viggo Mortensenem).
Z czasem wycofała się z pierwszej ligi aktorskiej Hollywood, by zająć się produkcją filmową. Po latach powróciła na ekran w roli byłego „Aniołka” Madison Lee w komedii sensacyjnej McG Aniołki Charliego: Zawrotna szybkość (Charlie’s Angels: Full Throttle, 2003) z Cameron Diaz, Drew Barrymore i Lucy Liu. Za występ została uhonorowana MTV Movie Awards dla najseksowniejszej złoczyńczyni i Złotą Malinę dla najgorszej aktorki drugoplanowej. Następnie wcieliła się w postać przegranej życiowo Virginii Fallon w dramacie Emilia Esteveza Bobby (2006), który otrzymał owację na stojąco podczas festiwalu w Wenecji, m.in. za zniewalającą kreację Moore.

## Życie prywatne
W 1979 poznała autora tekstów piosenek Freddy’ego Moore’a, którego poślubiła 8 lutego 1980. Rozwiedli się 7 sierpnia 1985 po pięciu latach małżeństwa. Spotykała się z Johnem Stamosem (1982), Pedrem Aguinagą (1984), Emiliem Estevezem (1984-87) oraz Dweezilem Zappą (1987).
21 listopada 1987 zawarła związek małżeński z aktorem Bruce’em Willisem, z którym ma trzy córki: Rumer (ur. 16 sierpnia 1988), Scout LaRue (ur. 20 lipca 1991) i Tallulah Belle (ur. 3 lutego 1994). 18 października 2000, po 13 latach małżeństwa, podano do wiadomości publicznej informację o rozwodzie. Po rozłące z Willisem związana była z aktorami: Leonardem DiCaprio (1997) i Bradem Pittem (1998), instruktorem wschodnich sztuk walki Oliverem Whitcombem (1999-2002), wokalistą Red Hot Chili Peppers – Anthony'm Kiedisem (2002), przedsiębiorcą Guyem Osearym (2002) oraz aktorami: Owenem Wilsonem (2002), Tobey'm Maguirem (2002) i Colinem Farrellem (2003).

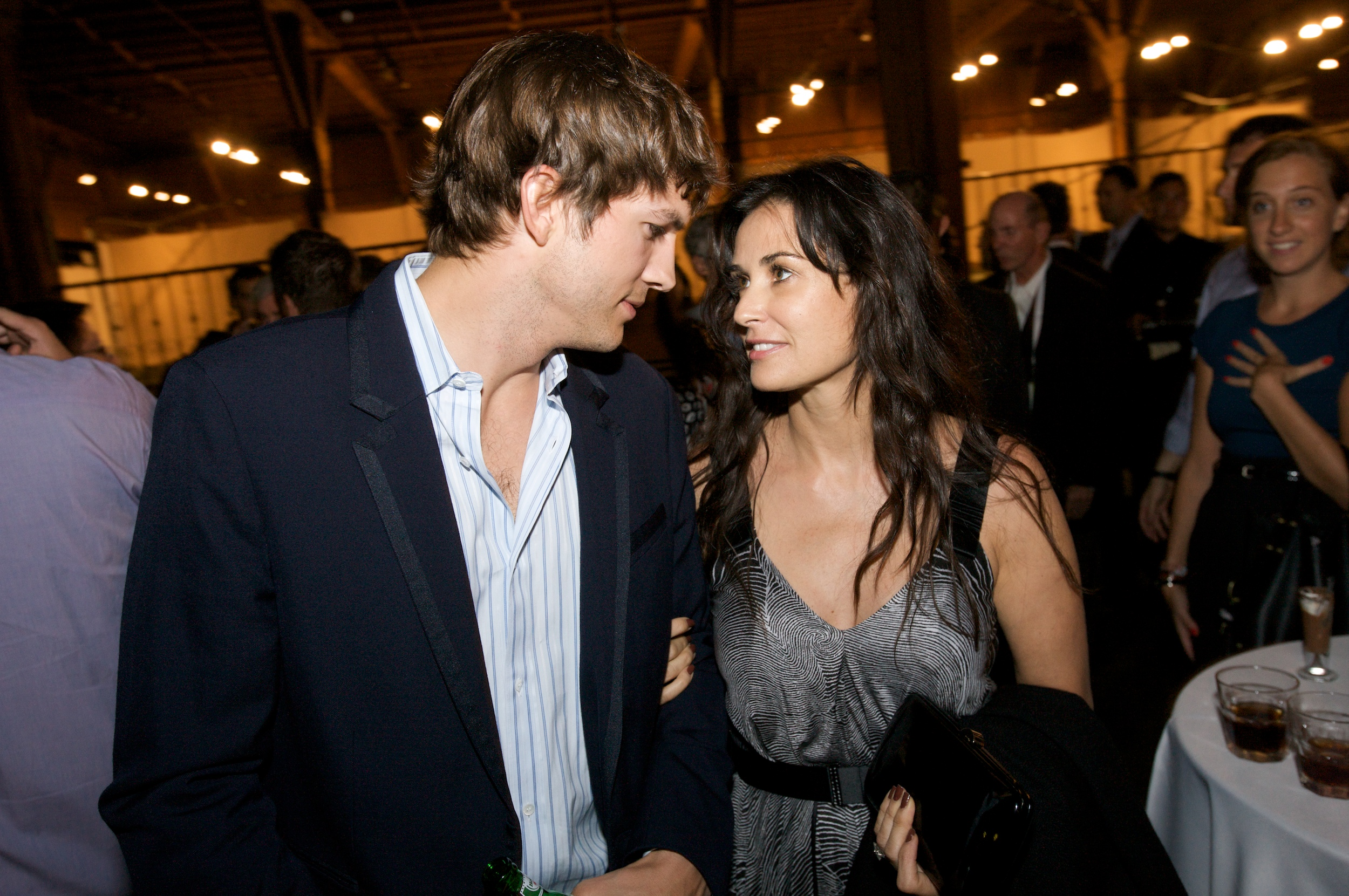
Moore i Ashton Kutcher (2008)

24 września 2005 poślubiła młodszego o 16 lat aktora Ashtona Kutchera, z którym romansowała od 2003. Na uroczystości obecny był m.in. były mąż Moore, Bruce Willis, oraz ich córki, a ceremonię w zgodzie z zasadami tradycji żydowskiej poprowadził rabin Yehuda Berg. Dwa lata po ślubie Moore przyjęła nazwisko męża, jednak nadal posługiwała się nazwiskiem Moore w sprawach zawodowych. W październiku 2011 asystentka administracyjna Sara Leal w wywiadzie dla magazynu „Us Weekly” ujawniła, że Kutcher zdradził z nią Moore podczas imprezy z okazji szóstej rocznicy ich ślubu. 17 listopada 2011 między Moore a Kutcherem doszło do separacji, a 27 listopada 2013 para się rozwiodła.
Po rozstaniu z Kutcherem romansowała z Thomasem Jane'em (2012), baseballistą pochodzenia dominikańskiego Alexem Rodriguezem (2012), Martinem Hendersonem (2012), handlarzem dziełami sztuki Vitem Schnabelem (2012), fotografem Terry'm Richardsonem (2012), projektantem biżuterii Willem Haniganem (2013), bębniarzem Seanem Friday'em (2013) i restauratorem Harry'm Mortonem (2013).
Studiuje kabałę.

## Filmografia
Filmy
- Wybór (1981) jako Corri
- Pasożyt (1982) jako Patricia Welles
- Zakochani młodzi lekarze (1982) jako nowa stażystka
- Wielkie uczucie (1984) jako Laura Victor
- To cholerne Rio (1984) jako Nicole "Nikki" Hollis
- Ognie św. Elma (1985) jako Julianna "Jules" Van Patten
- Szalone lato (1986) jako Cassandra Eldridge
- Ta ostatnia noc (1986) jako Debbie Sullivan
- Krucjata Wisdoma (1986) jako Karen Simmons
- Siódmy znak (1988) jako Abby Quinn
- Nie jesteśmy aniołami (1989) jako Molly
- Uwierz w ducha (1990) jako Molly Jensen
- Same kłopoty (1991) jako Diane Lightson
- Motywy zbrodni (1991) jako Cynthia Kellogg
- Żona rzeźnika (1991) jako Marina Lemke
- Ludzie honoru (1992) jako JoAnne Galloway
- Niemoralna propozycja (1993) jako Diana Murphy
- W sieci (1994) jako Meredith Johnson
- Koniec niewinności (1995) jako Samantha Albertson (dorosła)
- Szkarłatna litera (1995) jako Hester Prynne
- Pod presją (1996) jako Annie Laird
- Striptiz (1996) jako Erin Grant
- Gdyby ściany mogły mówić (1996) jako Claire Donnelly
- Dzwonnik z Notre Dame (1996) – Esmeralda (głos)
- Beavis i Butt-head zaliczają Amerykę (1996) – Dallas Grimes  (głos)
- Przejrzeć Harry’ego (1997) jako Helen
- G.I. Jane (1997) jako Jordan O'Neil
- Idąc na całość (1997) jako Janie
- Wyśniona namiętność (2000) jako Martha Marie/"Marty" Talridge
- Dzwonnik z Notre Dame II (2002) – Esmeralda (głos)
- Aniołki Charliego: Zawrotna szybkość (2003) jako Madison Lee
- Bobby (2006) jako Virginia Fallon
- Półmrok (2006) jako Rachel Carlson
- Mr. Brooks (2007) jako detektyw Tracy Atwood
- Plan bez skazy (2007) jako Laura Quinn
- Łzy szczęścia (2009) jako Laura
- Niedościgli Jonesonowie (2009) jako Kate Jones
- Bunraku (2010) jako Alexandra
- Kolejny szczęśliwy dzień (2011) jako Patty
- Chciwość (2011) jako Sarah Robertson
- LOL (2012) jako Anne Williams
- Bardzo grzeczne dziewczyny (2013) jako Kate, matka Gerri
- Opuszczony (2015) jako Mary Alice Watson
- Dziki owies (2016) jako Crystal
- Miłość w ciemności (2016) jako Suzanne Dutchman
- Ostra noc (2017) jako Lea
- Korpoludki (2019) jako Lucy Vanderton
- Songbird (2020) jako Piper Griffin
- Substancja (2024) jako Elisabeth Sparkle

Seriale TV
- Szpital miejski (od 1963) jako Jackie Templeton (w odc. z lat 1982-84)
- Na wariackich papierach (1985-89) jako kobieta w windzie (gościnnie, 1989)
- Opowieści z krypty (1989-96) jako Cathy Marno (gościnnie, 1990)
- Will & Grace (1998-2006) jako Sissy Palmer-Ginsburg (gościnnie, 2003)
- Imperium (2015-20) jako Claudia (gościnnie w 7 odcinkach)
- Zwierzęta (2016-18) – (głos)
- Brave New World (2020) jako Linda